# Marina Bravo Bragado
Marina Bravo (Villanueva de la Cañada, 2 de julio de 1989) es una jugadora española de rugby. Es internacional con la Selección española femenina y juega para el CR El Salvador. 

## Biografía
Marina Bravo debutó 2008 contra Inglaterra en un amistoso de Rugby XV y en 2009 en el Mundial de Rugby 7 en Dubai. Además, fue seleccionada para la Copa del Mundo de Rugby 7 de 2013 y 2017, y clasificó a los Juegos Olímpicos de Río de Janeiro 2016. Ha logrado las clasificaciones y participado en los Mundiales de Rugby XV de 2014 y 2017. Ha ganado el Campeonato de Europa de rugby XV hasta 3 veces y de Rugby a 7 en dos ocasiones. 

## Palmarés
- 36 internacionalidades con la Selección española (debutó el 10 de febrero del 2008 contra Inglaterra)
- 135 internacionalidades con la Selección española de rugby a 7
- Participaciones en la Copa del Mundo de Rugby 7 de 2009, 2013 y 2017
- Participación en los Juegos Olímpicos de Río de Janeiro 2016